# Os Mandarins
Os Mandarins (em francês:  Les Mandarins) é um roman à clef de 1954, escrito por Simone de Beauvoir. Beauvoir recebeu o Prêmio Goncourt em 1954 por ele.
O enredo acompanha as vidas pessoais dos membros de um grupo de intelectuais franceses, do fim da Segunda Guerra Mundial a meados dos anos 50. O título se refere aos altos funcionários públicos da China Imperial.  Os personagens se veem por vezes como "mandarins" ineficientes ao tentarem discernir qual papel, se algum, caberá aos intelectuais na influência do cenário político após a Segunda Guerra. Assim como em outras obras de Beauvoir, temas como feminismo, existencialismo e moralidade pessoal são explorados enquanto os personagens navegam não apenas pelo cenário intelectual e político mas também através de seus relacionamentos instáveis entre si.
A escritora e filósofa inglesa Iris Murdoch descreveu o livro como "amável por causa de sua seriedade persistente".

## Personagens
Henri Perron   (considerado Albert Camus) é o editor do jornal esquerdista L'Espoir. Possui um casamento infeliz com Paule. Henri se vê como um escritor e luta com seu crescente envolvimento no campo político.
Robert Dubreuilh (considerado Jean-Paul Sartre) é o fundador e líder do SRL, um grupo político liberal e não-comunista. Ele é parcialmente responsável pelo sucesso literário de Henri, seu amigo próximo.  
Anne Dubreuilh (considerada a própria Simone de Beauvoir) é a esposa de Robert.  Ela é uma psicanalista praticante que mantém um caso com o escritor norte-americano Lewis Brogan. Suas reflexões sobre as vidas dos outros personagens compreendem uma grande parte do texto. 
Paule Perron é a esposa de Henri. Ela é incansavelmente dedicada a seu relacionamento com Henri, apesar de sua indiferença.  Paule desenvolve sérias ilusões e paranoia em relação ao casamento e é forçada a procurar tratamento médico.     
Nadine Dubreuilh é a filha de Robert e Anne. Ela é atormentada pela morte de seu namorado Diego durante a Resistência Francesa. Nadine mantém um caso com Henri no início da história. Posteriormente, ela se casa e tem um filho com o protagonista.
Lewis Brogan (considerado Nelson Algren, a quem o livro é dedicado) é um escritor norte-americano com quem Anne possui um caso de longa data.
Scriassine David Cesarani, em sua biografia Arthur Koestler: The Homeless Mind, sugere que o personagem de Scriassine se baseia em Arthur Koestler.